# Heksal
Heksal – materiał wybuchowy, mieszanina heksogenu (80%) i sproszkowanego aluminium (20%).